# Julian Beck

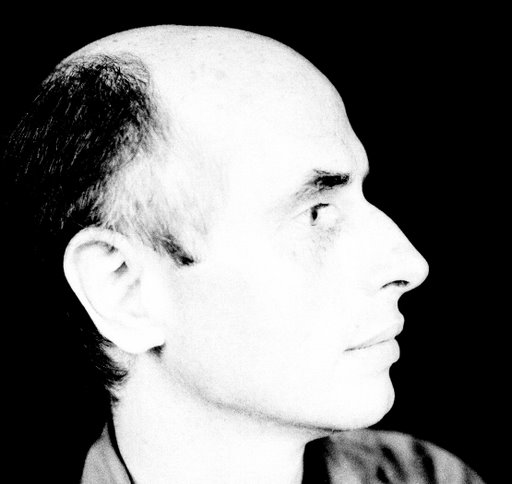
Julian Beck

Julian Beck (* 31. Mai 1925 in Washington Heights (New York City); † 14. September 1985 in New York City) war ein amerikanischer Schauspieler, Regisseur, Maler und Poet.

## Leben
Der Vater entstammte einer deutsch-jüdischen Familie aus Sambir in Galizien, während die in Amerika geborene Mutter deutsch-amerikanische Eltern hatte. Am College der Stadt New York ausgebildet, besuchte Beck kurzzeitig die Yale University, brach sein Studium dort aber ab, um sich dem Schreiben und der Kunst zu widmen. Er publizierte einige seiner Gedichte, die anarchistische Ideen enthielten, unter anderem erstveröffentlicht in der von Urban Gwerder herausgegebenen Zeitschrift Hotcha.
In den 1940er Jahren versuchte er sich als expressionistischer Maler. 1943 traf er seine spätere Frau, die Schauspielerin Judith Malina, mit der er seine Leidenschaft für das Theater teilte und mit der er ab 1948 verheiratet war. Im selben Jahr gründete er mit ihr zusammen sein eigenes Theater, eine Abonnementsbühne in einem Keller der Wooster Street. Weil die Polizei hier ein Bordell vermutete, erfolgte eine Namensänderung in The Living Theatre, das im August 1951 in der Wohnung des Paars seinen Anfang nahm. Es handelte sich dabei um eine radikal-revolutionäre Theatergruppe, die mit neuen Formen und Inhalten experimentierte. Obwohl das Theater immer wieder in Schwierigkeiten mit den Behörden geriet, wurde es zu einem der berühmtesten Off-Off-Broadway-Theater.
1983 wurde bei Beck Magenkrebs diagnostiziert. Er starb 1985 im Mount Sinai Hospital in Manhattan (New York City) noch während der Dreharbeiten zu dem Film  Poltergeist II – Die andere Seite.

## Filmografie (Auswahl)
- 1967: Edipo Re – Bett der Gewalt (Edipo re)
- 1969: Candy
- 1969: Liebe und Zorn (Amore e rabbia)
- 1984: Cotton Club (The Cotton Club)
- 1985: Poltergeist II – Die andere Seite (Poltergeist II: The Other Side)
- 1985: Miami Vice (Auf dem Kriegspfad – Teil 2)
- 1986: 9½ Wochen (9½ Weeks)